# Амуниция
Амуни́ция (немецкое слово от латинского корня: лат. munitio — снаряжение) — совокупность вещей, составляющих снаряжение военнослужащих (солдат, гренадеров, егерей, гусар и так далее) и служащих некоторых полувоенных организаций (полиции, пожарной охраны, вневедомственной охраны и тому подобное) кроме обмундирования.
Понятие амуниции входит в широкое понятие комиссариатского довольствия. В вооружённых силах Советского Союза и Российской Федерации называется снаряжением. Также в вооружённых силах имперского периода России существовало понятие «амуничные деньги» — деньги, выдаваемые военнослужащему (например, солдату, гренадеру, егерю, гусару и так далее) на руки для приобретения им каких-либо предметов, относящихся к амуниции. Английское слово ammunition (а также французское munition, немецкое Munition, итальянское Munizione, польское amunicja и другие) означает боеприпасы, а не снаряжение (см. Ложные друзья переводчика).

## Военное дело
В военном деле России к амуниции относились следующие принадлежности:
- перевязь;
- кивер;
- каска;
- ранец;
- сума;
- патронная сумка;
- и прочее.

Заручная амуниция (Заручная амуниция) — амуниция, которая оставалась без употребления за некомплектом или убылью людей в войсках; в военное время возилась в обозе, а при накоплении сдавалась в особо учреждаемые склады. В мирное время, до пополнения некомплекта людей, должна была хранится в цейхгаузе части Вооружённых Сил Российской Империи.
Конская амуниция в Вооружённых силах Имперского и Советского периодов России подразумевала все предметы для запряжки и вьючения упряжных и вьючных лошадей в артиллерии, включая также и седла ездовых; седла же для лошадей под одиночных всадников, а также оголовье, поводья, удила, подперсие и прочая конская амуниция носили название — кавалерийское снаряжение.

## Конный спорт
Конская амуниция, в конном спорте — всё, принадлежащее к снаряжению коня:
- Узда
- Удила
- Скользящие поводья
- Шпрунт
- Гог
- Мартингал
- Хакамора
- Подперсье
- Недоуздок
- Чумбур
- Корда
- Седло
- Подпруга
- Стремя
- Вальтрап
- Попона
- Ногавки